# Агард, Джон Мортимер
Джон Мортимер А́гард (швед. John Mortimer Agardh), 21 декабря 1812, Бостад — 5 сентября 1862, Лунд), шведский астроном.

## Биография
Получил степень магистра философии в 1832 в Лундском университете, в 1835 — доцент арифметики. В 1846 стал там же профессором астрономии. Представитель университета в риксдаге в 1848—1860. Совместно с профессором Нильсом Селандером принимал участие в измерении Дуги Струве на территориях Норвегии и Швеции.